# Александрас Казакевичюс
Александрас Казакевичюс (лит. Aleksandras Kazakevičius, 12 червня 1986, Вільнюс) — литовський борець греко-римського стилю, бронзовий призер чемпіонату Європи, бронзовий олімпійський медаліст.

## Біографія
Боротьбою почав займатися з 1997 року. Перший тренер: Ремігіус Густас. Нинішні тренери: Григорій Казовскіс і Руслан Вартанов. Був чемпіоном Європи 2003 року серед кадетів, бронзовим призером чемпіонату світу 2005 року серед юніорів та бронзовим призером чемпіонату Європи 2006 року серед юніорів. Виступає за борцівський клуб «LOSC» з Вільнюса.
2012 рік став найуспішнішим у спортивній кар'єрі Александраса Казакевичюса. Спочатку він здобув бронзову медаль на чемпіонаті Європи у Белграді, що стала першою нагородою для нього на змаганнях найвищого рівня, а через п'ять місяців повторив цей результат на лондонській Олімпіаді.
Випускник факультету спорту та здоров'я студента Литовського університету освітніх наук.

## Державні нагороди
- Офіцерський хрест ордена «За заслуги перед Литвою» (2012).[1]

## Спортивні результати

### Виступи на Олімпіадах
| Змагання                    | Збірна | Вагова категорія | Місце  |
| --------------------------- | ------ | ---------------- | ------ |
| Літні Олімпійські ігри 2008 | Литва  | 66 кг            | 15     |
| Літні Олімпійські ігри 2012 | Литва  | 74 кг            | Бронза |

На літніх Олімпійських іграх 2008 року в Пекіні програв у першій же сутичці Михайлові Семенову з Білорусі і вибув з подальших змагань, посівши 15-те місце.
Через чотири роки на літніх Олімпійських іграх 2012 року в Лондоні Александрас виграв у Петера Бачі з Угорщини та у Роберта Росенгрена зі Швеції. Але у півфіналі програв Роману Власову з Росії. У втішному фіналі Казакевичюс переміг Марка Мадсена з Данії і завоював другу для незалежної Литви олімпійську нагороду у спортивній боротьбі.

### Виступи на Чемпіонатах світу
| Змагання                        | Збірна | Вагова категорія | Місце |
| ------------------------------- | ------ | ---------------- | ----- |
| Чемпіонат світу з боротьби 2005 | Литва  | 66 кг            | 13    |
| Чемпіонат світу з боротьби 2006 | Литва  | 66 кг            | 8     |
| Чемпіонат світу з боротьби 2007 | Литва  | 66 кг            | 27    |
| Чемпіонат світу з боротьби 2009 | Литва  | 74 кг            | 25    |
| Чемпіонат світу з боротьби 2010 | Литва  | 74 кг            | 12    |
| Чемпіонат світу з боротьби 2011 | Литва  | 74 кг            | 29    |
| Чемпіонат світу з боротьби 2013 | Литва  | 74 кг            | 20    |
| Чемпіонат світу з боротьби 2014 | Литва  | 80 кг            | 10    |
| Чемпіонат світу з боротьби 2015 | Литва  | 85 кг            | 31    |

### Виступи на Чемпіонатах Європи
| Змагання                         | Збірна | Вагова категорія | Місце  |
| -------------------------------- | ------ | ---------------- | ------ |
| Чемпіонат Європи з боротьби 2006 | Литва  | 66 кг            | 14     |
| Чемпіонат Європи з боротьби 2008 | Литва  | 74 кг            | 19     |
| Чемпіонат Європи з боротьби 2009 | Литва  | 74 кг            | 14     |
| Чемпіонат Європи з боротьби 2010 | Литва  | 74 кг            | 12     |
| Чемпіонат Європи з боротьби 2012 | Литва  | 74 кг            | Бронза |
| Чемпіонат Європи з боротьби 2013 | Литва  | 84 кг            | 22     |

### Виступи на Європейських іграх
| Змагання              | Збірна | Вагова категорія | Місце |
| --------------------- | ------ | ---------------- | ----- |
| Європейські ігри 2015 | Литва  | 85 кг            | 8     |

## Виступи на Кубках світу
| Змагання                    | Збірна | Вагова категорія | Місце |
| --------------------------- | ------ | ---------------- | ----- |
| Кубок світу з боротьби 2014 | Литва  | 80 кг            | 8     |

### Виступи на інших змаганнях
| Змагання                                                                        | Збірна | Вагова категорія | Місце  |
| ------------------------------------------------------------------------------- | ------ | ---------------- | ------ |
| Олімпійський кваліфікаційний турнір з греко-римської боротьби 2004 (Ташкент)    | Литва  | 60 кг            | 13     |
| Чемпіонат світу з боротьби серед військовослужбовців 2006                       | Литва  | 74 кг            | Срібло |
| Олімпійський кваліфікаційний турнір з греко-римської боротьби 2008 (Роме-Остія) | Литва  | 66 кг            | 13     |
| Олімпійський кваліфікаційний турнір з греко-римської боротьби 2008 (Новий Сад)  | Литва  | 66 кг            | Срібло |
| Гран-прі Німеччини з боротьби 2009                                              | Литва  | 74 кг            | Срібло |
| Турнір Германа Каре 2010                                                        | Литва  | 74 кг            | Золото |
| Міжнародний турнір «Cristo Lutte» 2010                                          | Литва  | 74 кг            | Бронза |
| Гран-прі Німеччини з боротьби 2010                                              | Литва  | 74 кг            | 15     |
| Міжнародний турнір «Cristo Lutte» 2011                                          | Литва  | 74 кг            | Бронза |
| Кубок Владислава Питласинські 2011                                              | Литва  | 74 кг            | Бронза |
| Меморіал Олега Караваєва 2011                                                   | Литва  | 74 кг            | 9      |
| Тестовий турнір FILA 2011                                                       | Литва  | 74 кг            | Бронза |
| Турнір Германа Каре 2012                                                        | Литва  | 74 кг            | Бронза |
| Турнір Дана Колова — Николи Петрова 2012                                        | Литва  | 74 кг            | 9      |
| Олімпійський кваліфікаційний турнір з греко-римської боротьби 2012 (Тайюань)    | Литва  | 74 кг            | 5      |
| Олімпійський кваліфікаційний турнір з греко-римської боротьби 2012 (Гельсінкі)  | Литва  | 74 кг            | Золото |
| Турнір Германа Каре 2013                                                        | Литва  | 84 кг            | Золото |
| Міжнародний меморіал Дейва Шульца 2013                                          | Литва  | 84 кг            | Бронза |
| Кубок Азовмаша 2013                                                             | Литва  | 84 кг            | Бронза |
| Кубок Владислава Пітласинські 2013                                              | Литва  | 84 кг            | Бронза |
| Кубок Вантаа з боротьби 2013                                                    | Литва  | 84 кг            | Срібло |
| Меморіал Олега Караваєва 2013                                                   | Литва  | 84 кг            | 8      |
| Відкритий чемпіонат Стокгольма з боротьби 2014                                  | Литва  | 80 кг            | Золото |
| Гран-прі Німеччини з боротьби 2014                                              | Литва  | 80 кг            | Золото |
| Золотий Гран-прі з боротьби 2014 (Баку)                                         | Литва  | 80 кг            | Бронза |
| Чемпіонат світу з боротьби серед військовослужбовців 2014                       | Литва  | 80 кг            | Золото |
| Гран-прі Парижа з боротьби 2015                                                 | Литва  | 85 кг            | Золото |
| Турнір Вехбі Емре 2015                                                          | Литва  | 85 кг            | 20     |
| Меморіал Кристьяна Палусалу 2015                                                | Литва  | 85 кг            | Бронза |
| Турнір Германа Каре 2016                                                        | Литва  | 85 кг            | Золото |
| Гран-прі Угорщини з боротьби 2016                                               | Литва  | 85 кг            | 5      |
| Тор Мастерс 2016                                                                | Литва  | 85 кг            | Бронза |
| Олімпійський кваліфікаційний турнір з греко-римської боротьби 2016 (Улан-Батор) | Литва  | 85 кг            | 22     |
| Олімпійський кваліфікаційний турнір з греко-римської боротьби 2016 (Стамбул)    | Литва  | 75 кг            | 17     |